# Svartkula
Svartkula (Rivularia atra) är en cyanobakterie i släktet Rivularia. Den syns som små, mörkgröna, slemmiga kulor på klippor, stenar, tång och växter i strandkanten under sommaren.
Arten är bofast och reproducerande i Sverige.